# Dainius Šuliauskas
Dainius Šuliauskas (ur. 27 sierpnia 1973) – litewski piłkarz występujący na pozycji obrońcy lub pomocnika, reprezentant Litwy w latach 1991–1997.

## Kariera klubowa
Karierę na poziomie seniorskim rozpoczął w FK Žalgiris. W sezonie 1991/92 wywalczył z tym klubem mistrzostwo Litwy. We wrześniu 1992 roku zadebiutował w europejskich pucharach w przegranym 0:8 dwumeczu z PSV Eindhoven w eliminacjach Ligi Mistrzów 1992/93. W sezonach 1992/93, 1993/94 oraz 1996/97 zdobył z FK Žalgiris Puchar Litwy. W połowie 1998 roku przeniósł się do GKS Bełchatów prowadzonego przez Krzysztofa Pawlaka. W barwach tego klubu rozegrał jedno spotkanie w I lidze 26 września 1998 przeciwko Wiśle Kraków, zakończone porażką 0:3. Sezon 1999 spędził on w FBK Kowno, z którym wywalczył tytuł mistrza Litwy. Następnie kontynuował karierę w Inkarasie Kowno, Sūduvie Mariampol i FK Šviesa. W 2003 roku zakończył karierę zawodniczą.

## Kariera reprezentacyjna
15 listopada 1991 zadebiutował w reprezentacji w wygranym 4:1 meczu przeciwko Estonii w ramach Baltic Cup 1991, który zakończył się wygraną Litwinów. W 1997 roku wziął udział w XVII edycji tego turnieju, w której również triumfowała Litwa i podczas której zdobył jedynego gola w drużynie narodowej. Ogółem w latach 1991–1997 rozegrał w reprezentacji 9 oficjalnych spotkań i zdobył 1 bramkę.

### Bramki w reprezentacji
| LP | Data         | Miejsce                 | Przeciwnik | Bramka | Rezultat | Ranga meczu     |
| -- | ------------ | ----------------------- | ---------- | ------ | -------- | --------------- |
| 1. | 9 lipca 1997 | Stadion Žalgiris, Wilno | Estonia    | 2:0    | 2:1      | Baltic Cup 1997 |

## Sukcesy
Litwa
- Baltic Cup: 1991, 1997

FK Žalgiris
- mistrzostwo Litwy: 1991/92
- Puchar Litwy: 1992/93, 1993/94, 1996/97

FBK Kaunas
- mistrzostwo Litwy: 1999